# Himno nacional de Zimbabue
Bendecida es la tierra de Zimbabue (en shona, Simudzai Mureza wedu WeZimbabwe; ndebele del norte: Kalibusiswe Ilizwe leZimbabwe) es el himno nacional de Zimbabue. Fue aprobado en marzo de 1994 después de una competición nacional para reemplazar el himno anterior, el Ishe Komborera Africa. La letra ganadora fue una canción escrita por el profesor Solomon Mutswairo y compuesta por Fred Changundega. La letra ha sido traducida a las tres principales lenguas de Zimbabue.

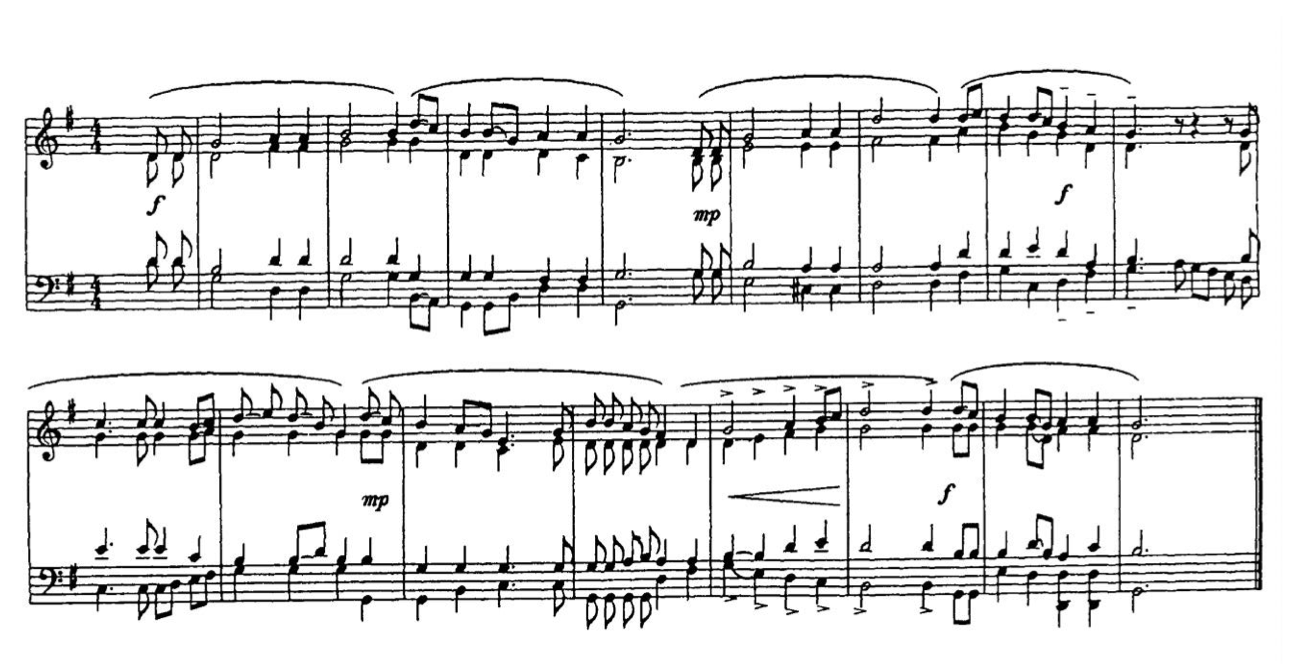
Notas musicales del himno nacional de Zimbabue.

## Letra en shona
Simudzai mureza wedu weZimbabwe
Yakazvarwa nomoto wechimurenga;
Neropa zhinji ramagamba
Tiidzivirire kumhandu dzose;
Ngaikomborerwe nyika yeZimbabwe.
Tarisai Zimbabwe nyika yakashongedzwa
Namakomo, nehova, zvinoyevedza
Mvura ngainaye, minda ipe mbesa
Vashandi vatuswe, ruzhinji rugutswe;
Ngaikomborerwe nyika yeZimbabwe.
Mwari ropafadzai nyika yeZimbabwe
Nyika yamadzitateguru edu tose;
Kubva Zambezi kusvika Limpopo,
Navatungamiri vave nenduramo;
Ngaikomborerwe nyika yeZimbabwe.

## Letra en Ndebele del norte
Phakamisan iflegi yethu yeZimbabwe
Eyazalwa yimpi yenkululeko;
Legaz' elinengi lamaqhawe ethu
Silivikele ezithan izonke;
Kalibusisiwe ilizwe leZimbabwe.
Khangelan' iZimbabwe yon' ihlotshiwe
Ngezintaba lang' miful' ebukekayo,
Izulu kaline, izilimo zande;
Iz' sebenzi zenam', abantu basuthe;
Kalibusisiwe ilizwe leZimbabwe.
Nkosi busis' ilizwe lethu leZimbabwe
Ilizwe labokhokho bethu thina sonke;
Kusuk' eZambezi kusiy' eLimpopo
Abakhokheli babe lobuqotho;
Kalibusisiwe ilizwe leZimbabwe.

## Letra en inglés
Oh lift high the banner, the flag of Zimbabwe,
The symbol of freedom proclaiming victory;
We praise our heroes' sacrifice,
And vow to keep our land from foes;
And may the Almighty protect and bless our land.
O lovely Zimbabwe, so wondrously adorned
With mountains, and rivers cascading, flowing free;
May rain abound, and fertile fields;
May we be fed, our labour blessed;
And may the Almighty protect and bless our land.
O God, we beseech Thee to bless our native land;
The land of our fathers bestowed upon us all;
From Zambezi to Limpopo
May leaders be exemplary;
And may the Almighty protect and bless our land.

## Traducción en castellano
Oh, levanta alto, nuestra bandera de Zimbabue;
Nacido del fuego de la revolución;
Y de la preciosa sangre de nuestros héroes.
Vamos a defenderlo de los enemigos;
Bendecida es la tierra de Zimbabue.
He aquí Zimbabue tan ricamente adornado
Con montañas y ríos, hermoso.
Deja que la lluvia abunde y los campos den la semilla
Que todos sean alimentados y recompensados a los trabajadores.
Bendecida es la tierra de Zimbabue.
Oh Dios, bendice la tierra de Zimbabue,
La tierra de nuestra herencia,
Del Zambeze al Limpopo,
Que nuestros líderes sean justos y ejemplares,
Bendecida es la tierra de Zimbabue.